# Biblioteka Narodowa Paragwaju
Biblioteca Nacional del Paraguay (pol. Biblioteka Narodowa Paragwaju) – paragwajska biblioteka narodowa.
Biblioteka została utworzona na podstawie ustawy z 21 września 1887 roku i działa pod nadzorem Dyrekcji Archiwów, Bibliotek i Muzeów Narodowego Sekretariatu Kultury. 

## Działalność
Biblioteka Narodowa Paragwaju gromadzi, opracowuje, przechowuje i chroni druki wydane w Paragwaju, dokumenty dotyczące tego państwa oraz dokumenty stworzone przez Paragwajczyków poza granicami kraju. Biblioteka ma również praco egzemplarza obowiązkowego.
Oprócz ochrony i zapewniania dostępu do dziedzictwa narodowego, instytucja organizuje i koordynuje procesy i usługi informacyjne, w celu zaspokojenia potrzeb informacyjnych użytkowników. Biblioteka jest również centrum badawczym. Celem biblioteki jest przedstawienie osiągnięć historycznych obywatelom i cudzoziemcom, zainteresowanym historią kraju.
Biblioteka publikuje bibliografię narodową (bieżącą i retrospektywną), digitalizuje i tworzy kopie na mikrofilmach czasopism XIX-wiecznych i z początku XX wieku. Biblioteka Narodowa Paragwaju odpowiedzialna jest za koordynację oraz ustalenie zasad funkcjonowania Krajowego Systemu Bibliotek.

## Zbiory
Zbiory biblioteczne zawierają książki, czasopisma, prasę oraz cymelia z XVI-XIX wieku. Kolekcja Enrique Solano Lópeza zawiera ok. 3000 woluminów.